# جودفري والوسيمبي
جودفري والوسيمبي (بالإنجليزية: Godfrey Walusimbi)‏ (3 يوليو 1989 كامبالا أوغندا - ) هو لاعب كرة قدم أوغندي، يلعب كمدافع، شارك في كأس الأمم الأفريقية 2017.

## روابط خارجية
- جودفري والوسيمبي على موقع الاتحاد الدولي (مؤرشف)  (الإنجليزية)
- جودفري والوسيمبي على موقع قاعدة بيانات كرة القدم.إي يو (الإنجليزية)
- جودفري والوسيمبي على موقع ناشيونال فوتبول تيمز (الإنجليزية)
- جودفري والوسيمبي على موقع Soccerway.com (الإنجليزية)
- جودفري والوسيمبي على موقع عالم كرة القدم.نت (الإنجليزية)